# بويل (اليونان القديمة)

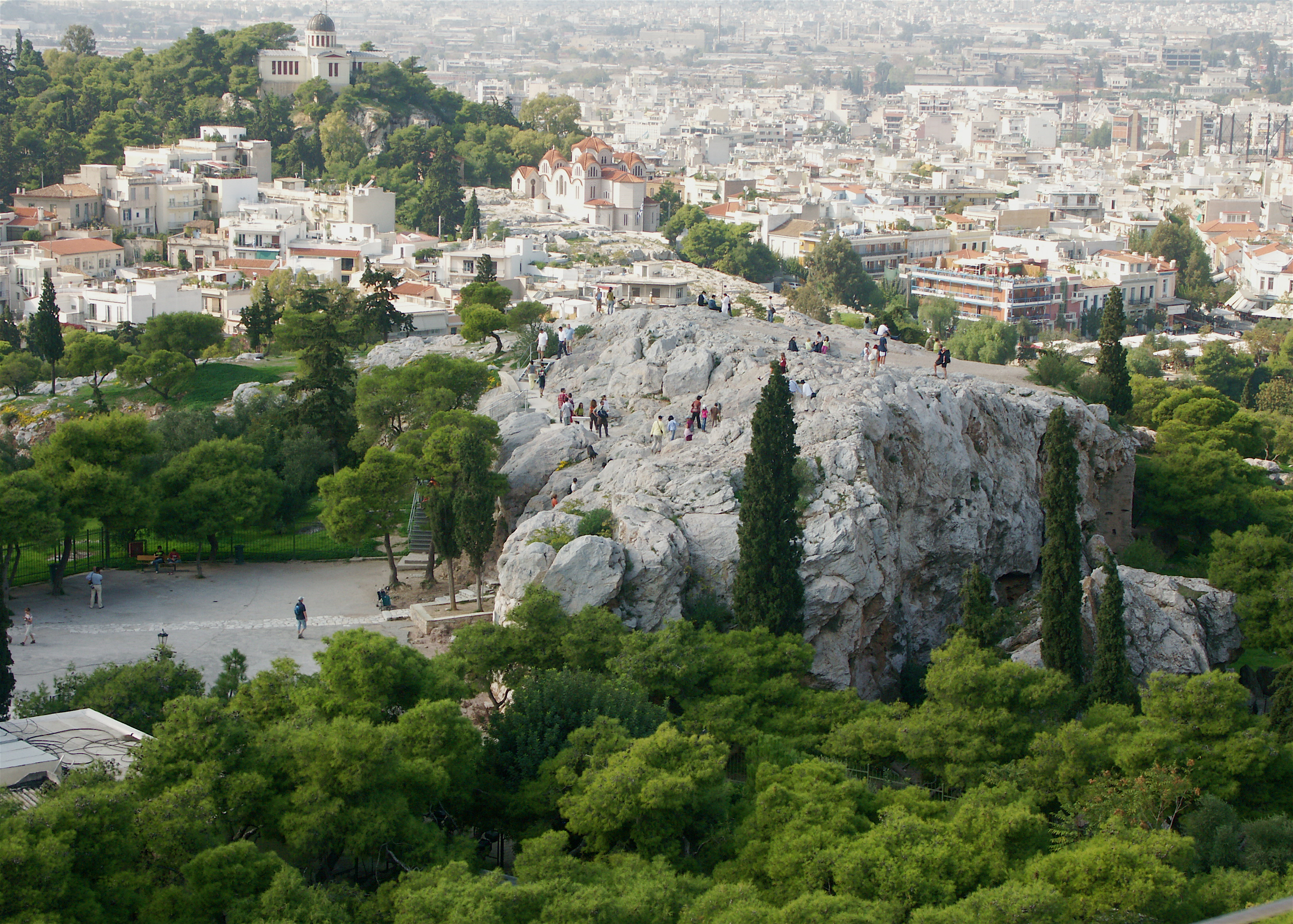

في مدن اليونان القديمة، البويل (باليونانية: βουλή)‏ كان مجلس مكون من 500 مواطن، يتم تعيينهم لإدارة أمور المدينة يومياً. في الأصل كان المجلس مكون من النبلاء الذين ينصحون الملك، تطور البويل (المجلس) وفقا لدستور المدينة: في حالة البويل ذا حكم الأقلية قد يصبح المنصب وراثياً، بينما في حالة الأعضاء الديمقراطيين، كان يتم اختيار الأعضاء عادة بالقرعة (إختيار القرعة - Sortition)، وعادة ما يخدم العضو لمدة عام واحد. لا يُعرف سوى القليل عن طريقة عمل العديد من البويلات الأخرى، إلا في حالة أثينا، والتي نجت منها مواد واسعة في هذا النطاق.

## البويل الاثيني
المجلس الأصلي لـ أثينا كان الاريوباغوس، وكان يتألف من أركون سابقين وكان ذا طابع أرستقراطي.

## ببليوجرافيا
- Aristotle. Constitution of Athens 4.3, 46.1, 62.3
- Hignett, Charles. A History of the Athenian Constitution. Oxford: Clarendon Press, 1958.
- Jones, A.H.M. Athenian Democracy. Oxford: Basil Blackwell, 1957.
- Rhodes, P.J. The Athenian Boule. Oxford: The Clarendon Press, 1972.
- Struble, Robert, Jr. Treatise on Twelve Lights, Chapter Six, "Ancient Greece".